# سيرجيو كوردوفا
سيرجيو كوردوفا (بالإسبانية: Sergio Córdova "La Caraota") (9 أغسطس 1997 في فنزويلا - ) هو لاعب كرة قدم فنزويلي في مركز الهجوم. لعب مع نادي آوغسبورغ.

## مسيرته الكروية
لعب سيرجيو كوردوفا خلال مسيرته الاحترافية مع ناديين في ستة مواسم وسجل خلالها 11 هدفًا ضمن 92 مباراة. ولم يفز بأي موسم بالكأس أو بالدوري.
خاض سيرجيو كوردوفا مسيرته مع نادي كاراكاس في موسم 2015 واستمر معه طيلة ثلاثة مواسم، مشاركًا في 30 مباراة سجل خلالها 4 أهداف. ثم انتقل إلى نادي آوغسبورغ في موسم 2017–18 واستمر معه طيلة ثلاثة مواسم، حيث شارك في 62 مباراة سجل خلالها 7 أهداف.

## وصلات خارجية
- سيرجيو كوردوفا على موقع الاتحاد الدولي (مؤرشف)  (الإنجليزية)
- سيرجيو كوردوفا على موقع الدوري الأمريكي (الإنجليزية)
- سيرجيو كوردوفا على موقع قاعدة بيانات كرة القدم.إي يو (الإنجليزية)
- سيرجيو كوردوفا على موقع ناشيونال فوتبول تيمز (الإنجليزية)
- سيرجيو كوردوفا على موقع Soccerway.com (الإنجليزية)
- سيرجيو كوردوفا على موقع عالم كرة القدم.نت (الإنجليزية)